# Sick Cycle Carousel
"Sick Cycle Carousel"은 미국의 얼터너티브 록밴드 라이프하우스의 노래이다. 이 곡은 그들의 데뷔 앨범 No Name Face (2000)에 수록된 곡이며 앨범의 두번째 싱글이다. 라이프하우스의 리드 보컬인 제이슨 웨이드 (Jason Wade)가 작곡하였으며 론 아넬로 (Ron Aniello)가 프로듀싱을 브랜던 오브라이언 (Brendan O'Brien)이 믹싱을 담당했다. "Sick Cycle Carousel"은 락 음악의 장르로 분류할 수 있다. 
곡은 매우 좋은 반응을 얻었다. 특히 비평가들은 제이슨 웨이드의 특유의 목소리가 반주와 잘 어우러지게 한 오디오 믹싱 기술에 찬사를 보냈다. 곡은 빌보드 얼터너티브 록 차트 부분에서 21위를 기록하였다. 네덜란드와 뉴질랜드 차트에서는 각각 71위와 47위를 기록하였다. 2001년 6월 27일에 이 곡의 공식 뮤직비디오가 VH1.com를 통해 공개되었다.